# Priscula paeza
Priscula paeza is een spinnensoort uit de familie trilspinnen (Pholcidae). De soort komt voor in Colombia. 